# Juliusz Słowacki
Juliusz Słowacki (n. 4 septembrie 1809, Kremeneț, Ucraina, d. 3 aprilie 1849, Paris, Franța) a fost un poet romantic polonez, unul dintre cei „Trei Barzi” ai literaturii poloneze. Operele sale sunt caracterizate de misticism și prezintă multe legături atât cu literatura orientală, cât și cu mitologia și cultura păgână a popoarelor slave care au locuit pe teritoriul Poloniei.

## Biografie
Juliusz Słowacki s-a născut la data de 4 septembrie 1809 în Volînia, într-o familie de intelectuali polonezi. A studiat dreptul penal și civil la Universitatea din Wilno, în cadrul Facultății de științe morale și politice, iar din 1828 a funcționat ca practicant la Direcția generală de control a Ministerului de finanțe. Debutul literar are loc cu poemul „Szanfary” (1829), urmat de „Hugo” (1829), „Arabul” (1830), „Călugărul” („Mnich”, 1830), „Jan Bielecki” (1830) etc. În toiul insurecției (1830-1831), publică importante creații lirice în care militează pentru eliberarea Poloniei de sub dominație țaristă: „Odă libertății” („Oda do wolności”, 1830), „Imn” („Hymn”, 1830), „Carnaval” („Kulik”, 1831), „Cântecul legiunii lituane” („Pieśń legionu litewskiego”, 1831) ș.a. Pe fondul transformărilor politice din această perioadă se refugiază în Franța, apoi în Elveția (1832-1836) și - după o îndelungată călătorie în Italia, Grecia, Egipt, Palestina, Siria și Liban - revine la Paris, în 1838, unde se stabilește pentru tot restul vieții.